# 帕克城 (蒙大拿州)
帕克城（英語：Park City）是位於美國蒙大拿州斯蒂爾沃特縣的普查規定居民點。

## 歷史
帕克城的郵局自1882年營運至今。

## 人口
根據2020年美國人口普查的數據，帕克城的面積為4.08平方千米，皆為陸地。當地共有人口1023人，而人口密度為每平方千米250.74人。